# Liste der Baudenkmäler in Markt Bibart
Auf dieser Seite sind die Baudenkmäler in dem mittelfränkischen Markt Markt Bibart zusammengestellt. Diese Tabelle ist eine Teilliste der Liste der Baudenkmäler in Bayern. Grundlage ist die Bayerische Denkmalliste, die auf Basis des Bayerischen Denkmalschutzgesetzes vom 1. Oktober 1973 erstmals erstellt wurde und seither durch das Bayerische Landesamt für Denkmalpflege geführt wird. Die folgenden Angaben ersetzen nicht die rechtsverbindliche Auskunft der Denkmalschutzbehörde.
 Diese Liste gibt den Fortschreibungsstand vom 16. Dezember 2020 wieder und enthält 51 Baudenkmäler.
In dieser Kartenansicht sind Baudenkmäler ohne Koordinaten mit einem roten bzw. orangen Marker dargestellt und können in der Karte gesetzt werden. Baudenkmäler ohne Bild sind mit einem blauen bzw. roten Marker gekennzeichnet, Baudenkmäler mit Bild mit einem grünen bzw. orangen Marker.

## Ensembles

### Ensemble Nürnberger Straße/Julius-Echter-Platz

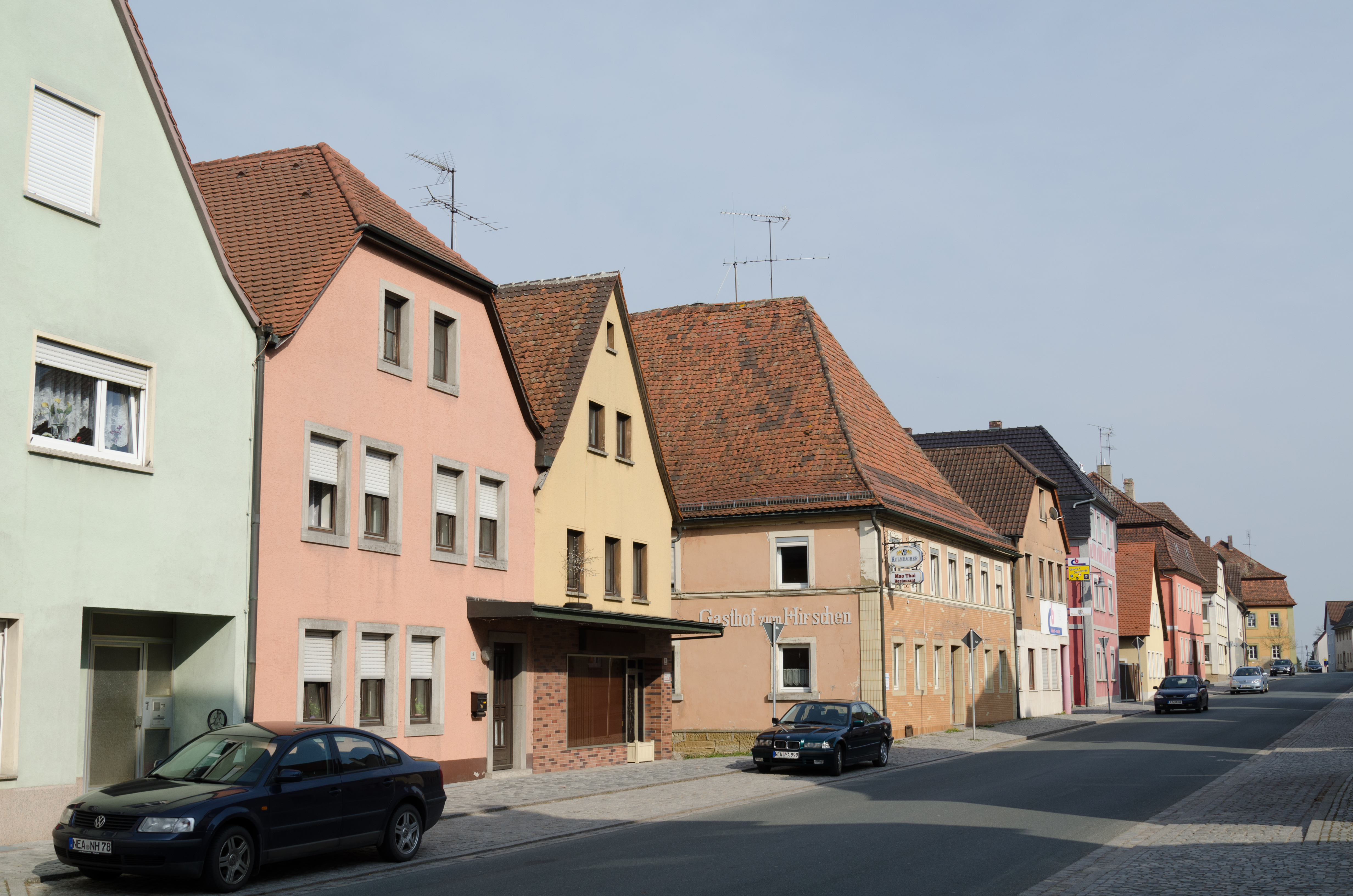
Nordseite der Nürnberger Straße nach Osten

Markt Bibart verdankt sein Marktprivileg wohl Kaiser Karl IV., der die Mitte des 13. Jh. entstandene Veste Neuenburg vorübergehend in Besitz hatte. 1390 wurde der Marktort vom Hochstift Würzburg erworben. Die katholische Pfarrkirche St. Marien errichtete Fürstbischof Julius Echter von Mespelbrunn Anfang des 17. Jh. Der Julius-Echter-Platz, an dessen Südseite der Saalbau mit eingezogenem Chor traufständig steht, bildet den westlichen Abschluss des Ensembles, die breite Durchgangsstraße durch den Marktort, die Nürnberger Straße, das Zentrum. Eine lockere Reihung von giebelständigen Sattel-, Walm- und Mansarddachhäusern, zumeist verputzte Fachwerkbauten des 17. bis 19. Jh., bestimmt das Straßen- und Platzbild. Aktennummer: E-5-75-144-1.

## Baudenkmäler nach Gemeindeteilen

### Markt Bibart
| Lage                                  | Objekt                                        | Beschreibung | Akten-Nr.     | Bild           |
| ------------------------------------- | --------------------------------------------- | --- | ------------- | -------------- |
| An der Straße nach Altmannshausen ()  | Bildstock                                     | Erste Hälfte 19. Jahrhundert; nicht nachqualifiziert, im Bayerischen Denkmal-Atlas nicht kartiert | D-5-75-144-35 |                |
| Bahnhofstraße 12, Allee 17 (Standort) | Bahnhof, Empfangsgebäude                      | Empfangsgebäude (Gattungstyp IV), dreigeschossiger Sandsteinquaderbau mit Satteldach, Lisenen, Zahnfries im Giebel, Rundbogenfenster im Erdgeschoss, Stichbogenfenster im vollen Obergeschoss und darüber Oculi, um 1865                                                                                                 | D-5-75-144-53 | weitere Bilder |
| Bahnhofstraße 12, Allee 17 (Standort) | Bahnhof, Güterhalle                           | Eingeschossiger Sandsteinquaderbau mit Satteldach, Lisenen, stichbogigen Wandöffnungen und Oculi im Giebel, gleichzeitig | D-5-75-144-53 | weitere Bilder |
| Bahnhofstraße 12, Allee 17 (Standort) | Bahnhof, Nebengebäude                         | Eingeschossiger kleiner Sandsteinquaderbau mit Flachsatteldach und rechteckigen, leicht abgefasten Wandöffnungen, gleichzeitig | D-5-75-144-53 | weitere Bilder |
| Julius-Echter-Platz 1 (Standort)      | Katholische Pfarrkirche St. Marien            | Juliusbau, Saalbau mit eingezogenem Chor mit polygonalem Abschluss, darüber einheitliches Satteldach, mit spitzbogigen Fenstern und Eckquaderung, an Nordseite Portal mit Renaissancerahmung, an Südseite quadratischer Turm mit Pyramidendach, daran westlich anschließend runder Treppenturm, 1614–16; mit Ausstattung | D-5-75-144-3  | weitere Bilder |
| Julius-Echter-Platz 2 (Standort)      | Wohnhaus                                      | Eingeschossiges, giebelständiges Mansarddachhaus mit verputztem Fachwerk, wohl 1791 | D-5-75-144-4  | weitere Bilder |
| Julius-Echter-Platz 4 (Standort)      | Wohnhaus                                      | Zweigeschossiger giebelständiger Satteldachbau mit verputzter Fachwerkkonstruktion, 18. Jahrhundert | D-5-75-144-5  | weitere Bilder |
| Nähe Lindenstraße (Standort)          | Bildstock                                     | auf leicht konkaven Postament Schaft, darauf Aufsatz mit Relief der Marienkrönung, darüber Kreuz, Sandstein, 1. Hälfte 19. Jahrhundert (Anmerkung: Im April 2021 war nur der Sockel vorhanden) | D-5-75-144-34 | weitere Bilder |
| Nürnberger Straße 1 (Standort)        | Wohn- und Geschäftshaus, Apotheke             | Zweigeschossiger barockisierender Eckbau mit Mansarddach, Sockel und Portalrahmung aus Haustein,genutete Ecklisenen und geohrte Fensterrahmungen, Zwerchhaus und Giebelgauben, mit Christusfigur, bezeichnet 1907 | D-5-75-144-8  | weitere Bilder |
| Nürnberger Straße 2 (Standort)        | Wohnhaus                                      | Giebelständiger zweigeschossiger Satteldachbau mit Fachwerkobergeschoss, bezeichnet 1840 | D-5-75-144-9  | weitere Bilder |
| Nürnberger Straße 4 (Standort)        | Wohnhaus                                      | Eingeschossiger, giebelständiger Satteldachbau, Giebel mit Zierfachwerk wie Feuerböcken und Rosetten, im Kern 17. Jahrhundert, Umbau 1940 | D-5-75-144-10 | weitere Bilder |
| Nürnberger Straße 8 (Standort)        | Wohnhaus                                      | Giebelständiger zweigeschossiger Satteldachbau, Fachwerkgiebel mit geschweiften Andreaskreuzen und Rosetten, 17. Jahrhundert, massives Erd- und Obergeschoss mit Hausteinrahmungen, 2. Hälfte 19. Jahrhundert | D-5-75-144-11 | weitere Bilder |
| Nürnberger Straße 10 (Standort)       | Mansarddachhaus                               | Verputztes Fachwerk, 18. Jahrhundert | D-5-75-144-12 | weitere Bilder |
| Nürnberger Straße 12 (Standort)       | Wohnhaus                                      | Zweigeschossiger Schopfwalmdachbau mit verputztem Fachwerkobergeschoss, Mittelportal mit Oberlicht und zweiflügliger geschnitzter Holztür, 1. Viertel 19. Jahrhundert | D-5-75-144-13 | weitere Bilder |
| Nürnberger Straße 13 (Standort)       | Ehemals Gasthof zum Hirschen                  | Breit gelagerter zweigeschossiger Walmdachbau mit genuteten Ecklisenen und profiliertem Sohlbankgesims im Obergeschoss, um 1800 | D-5-75-144-14 | weitere Bilder |
| Nürnberger Straße 20 (Standort)       | Gasthof zum Storchen                          | Aus zwei ehemals getrennten zweigeschossigen Gebäudeteilen bestehend: Westbau (Nr. 20), verputzter Satteldachbau mit Kellereingang und vorkragendem Fachwerkobergeschoss | D-5-75-144-15 | weitere Bilder |
| Nürnberger Straße 20 (Standort)       | Gasthof zum Storchen                          | Aus zwei ehemals getrennten zweigeschossigen Gebäudeteilen bestehend;: Ostbau (ehemals Nr. 22), Walmdachbau mit Hausteinrahmungen, Lisenen und profiliertem Gurtgesims aus Sandstein, daran schließt Verbindungsbau mit Durchfahrt an; 17./18. Jahrhundert, Umbau bezeichnet 1845 (Ostbau)                               | D-5-75-144-15 | weitere Bilder |
| Nürnberger Straße 21 (Standort)       | Wohnhaus                                      | Zweigeschossiger verputzter Fachwerkbau mit Mansarddach, 1802 (dendrologisch datiert) | D-5-75-144-16 | weitere Bilder |
| Nürnberger Straße 28 (Standort)       | Wohnhaus                                      | Zweigeschossiger Walmdachbau, Fachwerkobergeschoss mit Zierfeldern und Feuerböcken, über Portal Nische mit Hausmadonna, 1723. | D-5-75-144-18 | weitere Bilder |
| Nürnberger Straße 29 (Standort)       | Giebelhaus                                    | Verputztes Fachwerk, 18. Jahrhundert | D-5-75-144-19 | weitere Bilder |
| Nürnberger Straße 31 (Standort)       | Ehemaliges Rentamt, danach Amtsgericht        | Zweigeschossiger Mansardwalmdachbau mit Ecklisenen, bandförmigem Gurtgesims und Fensterrahmungen aus Haustein, nördlich eingeschossiger, traufseitiger Satteldachanbau, 2. Hälfte 18. Jahrhundert, Anbau nach 1828 | D-5-75-144-20 | weitere Bilder |
| Nürnberger Straße 31 (Standort)       | Nebengebäude                                  | Eingeschossiger Walmdachbau, 2. Hälfte 18. Jahrhundert | D-5-75-144-20 | weitere Bilder |
| Nürnberger Straße 31 (Standort)       | Scheune                                       | Eingeschossiger, traufseitiger Fachwerkbau mit Satteldach, 2. Hälfte 18. Jahrhundert | D-5-75-144-20 | weitere Bilder |
| Nürnberger Straße 31 (Standort)       | Hoftor                                        | Zwei rechteckige Sandsteinpfeiler mit Abdeckplatten, seitlich Hofmauer mit Personendurchlass, 2. Hälfte 18. Jahrhundert | D-5-75-144-20 | weitere Bilder |
| Nürnberger Straße 32 (Standort)       | Wohnhaus                                      | Zweigeschossiger giebelständiger Satteldachbau, Fachwerkobergeschoss mit Mannfiguren und doppelten Streben, 1. Hälfte 19. Jahrhundert | D-5-75-144-21 | weitere Bilder |
| Nürnberger Straße 34 (Standort)       | Ehemals Forsthaus                             | Zweigeschossiger Mansardwalmdachbau mit profiliertem Traufgesims und hausteingerahmter Tür mit Jagdrelief, bezeichnet 1765 | D-5-75-144-22 | weitere Bilder |
| Nürnberger Straße 37 (Standort)       | Wohnhaus                                      | Auf unregelmäßig viereckigem Grundriss, zweigeschossiger hochaufragender Fachwerkbau mit Satteldach, Erdgeschoss teils massiv, im Kern um 1600, verändert 1720 (dendrologisch datiert) | D-5-75-144-54 | weitere Bilder |
| Nürnberger Straße 38 (Standort)       | Wohnhaus                                      | Zweigeschossig mit Halbwalmdach, Mitte 19. Jahrhundert, am Keller bezeichnet „1723“, mit Erinnerungsrelief für das Obere Tor von 1848 | D-5-75-144-1  | weitere Bilder |
| Nürnberger Straße 39 (Standort)       | Wohnhaus                                      | Zweigeschossiger traufständiger Walmdachbau, um 1800 | D-5-75-144-23 | weitere Bilder |
| Nürnberger Straße 41 (Standort)       | Ehemaliges Gerichtsgefängnis, später Forstamt | Zweigeschossiger, breit gelagerter Walmdachbau, Quaderbau mit Rustikagliederung, 1840; Hofmauer mit Torpfeilern, Sandsteinquader, Tore westlich und östlich des Hauptbaus, 19. Jahrhundert | D-5-75-144-24 | weitere Bilder |
| Nürnberger Straße 41 (Standort)       | Nebengebäude                                  | Eingeschossiger Quaderbau mit Fachwerkkniestock und Satteldach, 2. Hälfte 19. Jahrhundert | D-5-75-144-24 | weitere Bilder |
| Brunnengasse 5 (Standort)             | Wohnhaus                                      | Zweigeschossiger, traufseitiger Fachwerkbau mit Satteldach, 17./18. Jahrhundert, Aufstockung unter Verwendung des alten Dachtragwerks samt Giebeln 1935 | D-5-75-144-62 | BW             |
| Rathausgasse 15 (Standort)            | Wohnhaus                                      | Zweigeschossiger Sandsteinquaderbau mit Walmdach, Ecklisenen und umlaufenden Sohlbankgesims im Obergeschoss, Mitte 19. Jahrhundert | D-5-75-144-25 | weitere Bilder |
| Rathausgasse 20 (Standort)            | Friedhofskreuz                                | Steinern, auf zweistufigen Unterbau Postament mit Kruzifix, südlich, 2. Hälfte 19. Jahrhundert | D-5-75-144-33 | weitere Bilder |
| Rathausgasse 20 (Standort)            | Kreuzschlepper                                | Kreuzschlepper auf Sockel eines ehemaligen Barockgrabmals, bezeichnet 1731 | D-5-75-144-33 | weitere Bilder |
| Scharfes Eck 1 (Standort)             | Wohnhaus                                      | Zweigeschossiger Satteldachbau, Fachwerkobergeschoss mit dreigeschossigem Giebel, Mannfiguren, Andreaskreuzen, Zierfeldern und geschweiften Kopfbändern, 18. Jahrhundert | D-5-75-144-26 | weitere Bilder |
| Scharfes Eck 9 (Standort)             | Wohnhaus                                      | Zweigeschossiger Walmdachbau mit Fachwerkobergeschoss und Hausmadonna an Nordostecke, um 1800 | D-5-75-144-27 | weitere Bilder |
| Scharfes Eck 13 (Standort)            | Wohnhaus                                      | Zweigeschossiger Walmdachbau mit Fledermausgauben, teils verputztes Fachwerk, 18. Jahrhundert | D-5-75-144-28 | weitere Bilder |
| Würzburger Straße 1 (Standort)        | Wohnhaus                                      | Zweigeschossiger Mansardwalmdachbau mit verputztem Fachwerkobergeschoss und profiliertem Holztraufgesims, Ende 18. Jahrhundert | D-5-75-144-29 | weitere Bilder |
| Würzburger Straße 2 (Standort)        | Gasthaus zum Ross                             | Zweigeschossiger Mansardwalmdachbau mit Ecklisenen, bandförmigen Gurtgesims und hausteingerahmten Fenstern, Eingangsportal geohrt mit Oberlicht und Konsolsteinen, bezeichnet 1782 | D-5-75-144-30 | weitere Bilder |
| Würzburger Straße 12 (Standort)       | Wohnhaus                                      | Zweigeschossiger Walmdachbau mit verputztem Fachwerk, 18. Jahrhundert | D-5-75-144-32 | weitere Bilder |

### Altenspeckfeld
| Lage                           | Objekt    | Beschreibung                                                           | Akten-Nr.     | Bild           |
| ------------------------------ | --------- | ---------------------------------------------------------------------- | ------------- | -------------- |
| Nähe Altenspeckfeld (Standort) | Bildstock | Rocailleaufsatz mit Relief der Marienkrönung, Sandstein, Mitte 18. Jh. | D-5-75-144-36 | weitere Bilder |

### Altmannshausen
| Lage                                                                                   | Objekt                                     | Beschreibung | Akten-Nr.     | Bild           |
| -------------------------------------------------------------------------------------- | ------------------------------------------ | --- | ------------- | -------------- |
| Altmannshausen 3 (Standort)                                                            | Bildstock                                  | Auf Postament sich verjüngender Schaft mit Blütengirlande, Aufsatz mit Relief des Heiligen Wandels, Sandstein, bez. 1741 | D-5-75-144-45 | weitere Bilder |
| Altmannshausen 9 (Standort)                                                            | Ehemals Gasthaus Zum Schwan                | Zweigeschossiger Mansardwalmdachbau mit Schleppgauben, verputztem Fachwerkobergeschoss und geohrten Fensterrahmungen im Erdgeschoss, 17./18. Jh., bez. 1831, östlich Nebenflügel mit Hofeinfahrt, zweigeschossiger Satteldachbau mit vorkragendem Fachwerkobergeschoss, 18./19. Jh.                       | D-5-75-144-37 | weitere Bilder |
| Altmannshausen 10 (Standort)                                                           | Pfarrhaus                                  | Zweigeschossiger Mansarddachbau mit Fledermausgaube und Fensterrahmungen mit Keilstein, 1777–78 | D-5-75-144-38 | weitere Bilder |
| Altmannshausen 11 (Standort)                                                           | Wohnhaus                                   | Stattlicher, zweigeschossiger Eckbau mit Mansarddach, Ecklisenen, bandförmigen Gurtgesims und Giebel- und Fledermausgauben, am Südwesteck Hausmadonna, Mitte 18. Jh. | D-5-75-144-39 | weitere Bilder |
| Altmannshausen 11 (Standort)                                                           | Hoftor                                     | Markt Bibart, Altmannshausen 11, 005.jpg | D-5-75-144-39 | weitere Bilder |
| Altmannshausen 12 (Standort)                                                           | Katholische Filialkirche St. Jacobus maior | Chorturmkirche, im gotisierenden Juliusstil, massiv mit Eckquaderung und Hausteinrahmungen, Langhaus mit Satteldach, bez. 1612, Erweiterung des Schiffes nach Norden und Aufstockung des Turms mit doppelter Zwiebelhaube, 1801–03, Verlängerung des Langhauses und Sakristeianbau, 1933; mit Ausstattung | D-5-75-144-40 | weitere Bilder |
| Altmannshausen 16 (Standort)                                                           | Ehemalige Schule, danach Gemeindekanzlei   | Zweigeschossiger Mansarddachbau mit verputztem Fachwerkobergeschoss, 18./ frühes 19. Jh. | D-5-75-144-41 | weitere Bilder |
| Altmannshausen 39 (Standort)                                                           | Ehemalige Schäferei                        | Eingeschossiger, verputzter Fachwerkbau, teils massiv unterfangen, Fachwerkgiebel mit K-Streben, 17./18. Jh. | D-5-75-144-42 | weitere Bilder |
| Bibart (Standort)                                                                      | Brücke über die Bibart                     | Dreibogige Sandsteinquaderbrücke mit niedriger Brüstung, darauf Nepomukstatue aus Sandstein, 1771; beim Hochwasser vom 9./10. Juli 2021 beschädigt | D-5-75-144-44 | weitere Bilder |
| Steinernes Kreuz, am Weingartsberg (Standort)                                          | Bildstock                                  | Aufsatz mit Kreuzigungsrelief, rückseitig Vesperbild, Sandstein, 1. Hälfte 19. Jh., Pfeiler aus Kunststein erneuert | D-5-75-144-46 | weitere Bilder |
| Am Schnittpunkt der Gemarkungsgrenzen Burgambach, Altmannshausen und Grappertshofen () | Grenzstein                                 | 1703; nicht nachqualifiziert, im Bayerischen Denkmal-Atlas nicht kartiert | D-5-75-144-48 |                |
| Löhlein, An der Straße zum Finstersee (Standort)                                       | Feldkreuz                                  | Kruzifix, farbig gefasst, Holz, Mitte 19. Jh. | D-5-75-144-47 | BW             |
| In Altmannshausen, im Friedhof (Standort)                                              | Kreuzschlepper                             | geschwungenes Postament mit Inschrift, darüber Relief der Maria der sieben Schmerzen in Rocaillerahmung, darauf Skulptur des Kreuzschleppers, Sandstein, bez. 1761 | D-5-75-144-43 | weitere Bilder |
| In Altmannshausen, im Friedhof (Standort)                                              | Grabmal                                    | Ädikulaähnliche Rahmung mit dorischen Säulen mit verschiedenen Reliefs wie Hirtendarstellung, bez. 1914 | D-5-75-144-43 | weitere Bilder |

### Enzlar
| Lage                | Objekt  | Beschreibung                                                                              | Akten-Nr.     | Bild    |
| ------------------- | ------- | ----------------------------------------------------------------------------------------- | ------------- | ------- |
| Enzlar 3 (Standort) | Scheune | Zweitoriger Sandsteinquaderbau mit Satteldach, Fledermausgauben und Ecklisenen, bez. 1859 | D-5-75-144-49 | Scheune |

### Ziegenbach
| Lage                     | Objekt                              | Beschreibung | Akten-Nr.     | Bild           |
| ------------------------ | ----------------------------------- | --- | ------------- | -------------- |
| Ziegenbach 6 (Standort)  | Wohnstallhaus                       | Eingeschossiger Satteldachbau in Fachwerkkonstruktion, nördlicher Teil aus Sandsteinquadern, 18./19. Jh. | D-5-75-144-50 | weitere Bilder |
| Ziegenbach 17 (Standort) | Evangelisch-lutherische Pfarrkirche | Saalbau mit Satteldach und Dachreiter mit Zwiebelhaube, polygonaler Chorabschluss und hausteingerahmte Stichbogenfenster, unter Benutzung der Umfassungsmauern von 1716 bzw. 1855 für den Sakristeianbau nach Kriegszerstörung 1945 wieder aufgebaut, bez. 1949; mit Ausstattung | D-5-75-144-51 | weitere Bilder |
| Ziegenbach 17 (Standort) | Kirchhofmauer                       | Sandsteinquader, wohl 1843 | D-5-75-144-51 | weitere Bilder |
| Ziegenbach 21 (Standort) | Gasthaus                            | Lang gestreckter zweigeschossiger Schopfwalmdachbau mit Fachwerkobergeschoss und Durchfahrt, im Kern bez. 1692, 1. Hälfte 19. Jh., massiver Ostteil, 1911 | D-5-75-144-52 | weitere Bilder |

## Abgegangene Baudenkmäler
In diesem Abschnitt sind Objekte aufgeführt, die früher einmal in der Denkmalliste eingetragen waren, jetzt aber nicht mehr existieren, z. B. weil sie abgebrochen wurden. Aktennummern in diesem Abschnitt sind ehemalige, jetzt nicht mehr gültige Aktennummern.

| Lage                                         | Objekt     | Beschreibung                                                          | Akten-Nr.     | Bild           |
| -------------------------------------------- | ---------- | --------------------------------------------------------------------- | ------------- | -------------- |
| Markt Bibart Würzburger Straße 10 (Standort) | Giebelhaus | Eingeschossig, verputztes Fachwerk, 18. Jahrhundert, 2017 abgebrochen | D-5-75-144-31 | weitere Bilder |